# Automotive Systems Engineering
Automotive Systems Engineering ist ein Studiengang, der an einigen Hochschulen angeboten wird.
Der Name setzt sich aus Automotive und Systems Engineering zusammen. Ein zentraler Punkt des System-Ingenieurs bildet das interdisziplinäre Denken.
Die Tätigkeit eines System-Ingenieurs im Automotive-Bereich vereint in sich alle relevanten Themengebiete eines modernen Fahrzeugingenieurs und beinhaltet profunde Kenntnisse u. a. in:
- Systemtheorie / Ausfallsicherheit / Mathematik / Physik / Chemie / Biologie / Werkstoff- und Materialwissenschaften / ...
- Kfz-Technik (allgemein)
- Elektrik / Elektronik (Tools: PSpice, ...)
- Mechanik / Mechatronik (Tools:CATIA, ...)
- Mess- und Regelungstechnik (Tools: Matlab / Simulink, LabVIEW, ...)
- Simulationstechnik (Tools: Matlab / Simulink & Stateflow, ...)
- Programmiersprachen und -Werkzeuge (Tools: objektorientiert (C++ & klassisch C, Assembler), ...)
- Betriebssysteme / Betriebssystemkerne / Echtzeitbetriebssystemkerne
- Softwaretechnik (Softwareengineering) und CASE-Werkzeuge (Tools: objektorientiert (UML, ...) & klassisch (Struktogramme, Zustandsübergangsdiagramme, ...), ...)
- Mikroprozessortechnik / Mikrocontrollertechnik
- Embedded Systems / Embedded Real-Time Systems
- Nachrichtentechnik / Feldbussysteme / Optische Technologien / ...
- Sensor- und Smart-Sensor-Technologien

Eine besondere Herausforderung besteht darin, unbedingt alle diese Gebiete aus der Vogelperspektive ("Top down") überschauen zu können, also den Blick für das Wesentliche zu haben und sie dennoch bis ins Detail souverän zu beherrschen.

## Hochschulen in Deutschland, die den Studiengang anbieten
- Hochschule Esslingen
- Hochschule Heilbronn
- Hochschule Konstanz
- RWTH Aachen
- TU Berlin
- Fachhochschule Südwestfalen (Standort Iserlohn)
- TU Kaiserslautern